# Josef Sochor (zpěvák)
Josef Sochor (* 18. března 1937 Veselá) je český zpěvák a textař.

## Ocenění
seznam není úplný
- 11. červen 1957 - 1. místo v soutěži Hledáme nové talenty [3][4][5]

## Diskografie
- Cesta s písničkou - Česká Muzika, 2CD
- 100 Evergreenů - Česká Muzika CSM4129-2-1-5C3, CD+DVD (6CD + 5DVD)

- 1996: Ptám se já - Presston, MC (podtitul Josef Sochor zpívá s orchestrem Karla Vlacha) [6]
- 1997: Na křídlech vzpomínek - Český rozhlas - Radioservis cd-EAN 8590236002623, CD (Josef Sochor, Yvetta Simonová, orchester Karla Vlacha) -
- 1997: Čekám dny sváteční - Český rozhlas - Radioservis mc-EAN 8590236008144, cd-EAN 8590236008120, MC, CD (orchester Karla Vlacha)
- 1998: Nejhezčí pohlazení - Josef Sochor a Česká švitorka - Český rozhlas - Radioservis mc-EAN 8590236009943, cd-EAN 8590236009929, MC, CD (podtitul: Kytička písniček pro maminku)
- 1999: Pár růží... - Český rozhlas - Radioservis EAN 8590236012523, CD (Big Band radio Praha s Felixem Slováčkem)
- 1999: Pro dobrou náladu - Edit, CD (Josef Sochor a Česká švitorka a Bajo trio)
- 2000: Po starých zámeckých schodech - Josef Sochor a Česká švitorka - Edit cd- 41 0170-2 431 EAN 8 596941 017020, MC. CD (podtitul: To nejlepší od Karla Hašlera) [7]
- 2000: Písničky věčně zlaté - Česká Muzika mc- CSM0420-4-1-2A2, cd- CSM0420-2-1-2A3, MC, CD
- 2001: Dárek na památku - Vaško Music mc-EAN 8595031408144, cd-EAN 8595031408120, MC, CD
- 2002: Svět můj a tvůj - Josef Sochor a hosté - Popron, CD (hosté: Pavlína Filipovská, Felix Slováček, J. Hlava, J. Kuderman)
- 2003: V rytmu Tanga - Josef Sochor a Česká švitorka - Levné knihy LK 0021-2 EAN 8 594046 740218, CD
- 2004: 20 nej Josefa Sochora - Levné knihy LK 0106-2 EAN 8 594046 741062, CD [8]
- 2004: Ať je pořád veselo - Josef Sochor, Jan Slabák, Ctibor Mestek - Levné knihy EAN 8 594046 741178, CD (podtitul: Písničky z Čech a Moravy) [9]
- 2005: O Vánocích - Josef Sochor a Pavlína Filipovská - Levné knihy, CD (reedice 2009 - LK 0173-2 EAN 8 594046 741734) [10]
- 2006: Mámy, vy české mámy - Československá Muzika, 2CD
- 2007: Země odkud přicházím - Česká Muzika[11] EAN 8595016242084, CD + DVD (6 CD + 2 CD + DVD),
- 2007: Čas dnů svátečních - Československá Muzika, CD

### Kompilace
- Nej písničky pro pamětníky - Česká Muzika, CD (9CD)
- 2007: Hvězdné písničky České Muziky - Česká Muzika CD+DVD (12CD + 1DVD)

## Knihy
- Josef Sochor, Oldřich Dudek: Muž, který porazil Gotta, vydalo nakladatelství Formát v roce 2002, ISBN 80-86155-93-5, EAN 9788086155937,[12]